# Odpuszczalność
Odpuszczalność – podatność zahartowanej stali na odpuszczanie, wyrażająca się spadkiem twardości przy wzroście temperatury odpuszczania.
Z pojęciem odpuszczalności związany jest tzw. parametr odpuszczania Hollomona-Jaffe’a bądź Larsona–Millera. Określa on wpływ temperatury i czasu odpuszczania stali niestopowej na uzyskaną twardość, co przedstawia zależność:
{\displaystyle H_{p}=T\left[C+\log(t)\right]}
gdzie: T – temperatura odpuszczania w kilokelwinach, C – stała zależna od zawartości węgla, t – czas odpuszczania w godzinach.